# Ribeira da Castelhana
A ribeira da Castelhana é a mais pequena das principais linhas de água do Município de Cascais, cujo percurso de cerca de 3,6 km se inicia junto à A5 e se finda em Cascais, junto à Piscina Oceânica Alberto Romano. O seu troço inicial foi alvo de regularização, e o leito encontra-se enquadrado por muros de gabiões. A partir da rotunda de acesso da EN9 à Abucharda, segue-se um troço onde o leito alterna entre secções ripícolas naturais ou entre muros de pedra, neste último caso com a presença de alguma vegetação e algumas áreas de cultivo. Após atravessar o Alto da Castelhana e o Outeiro dos Cucos, entra no Parque Palmela, onde o leito é constrangido por muros de pedra. A sua foz encontra-se à entrada de Cascais, zona que atravessa tendo o seu leito canalizado subterraneamente. Segundo o Instituto da Água, a ribeira encontra-se «Extremamente Poluída».